# Liste der luxemburgischen Botschafter beim Heiligen Stuhl
Liste der luxemburgischen Botschafter beim Heiligen Stuhl in Rom. 

## Botschafter
1956: Aufnahme diplomatischer Beziehungen
- 1956–1967: Émile Reuter
- 1968–1974: Émile Colling
- 1975–1979: Edouard Molitor
- 1979–1980: Charles Reichling
- 1981–2003: Jean Wagner
- 2004–2008: Georges Santer
- 2008–2013: Paul Dühr
- 2013–heute: Jean-Paul Senninger